# Los Mártires

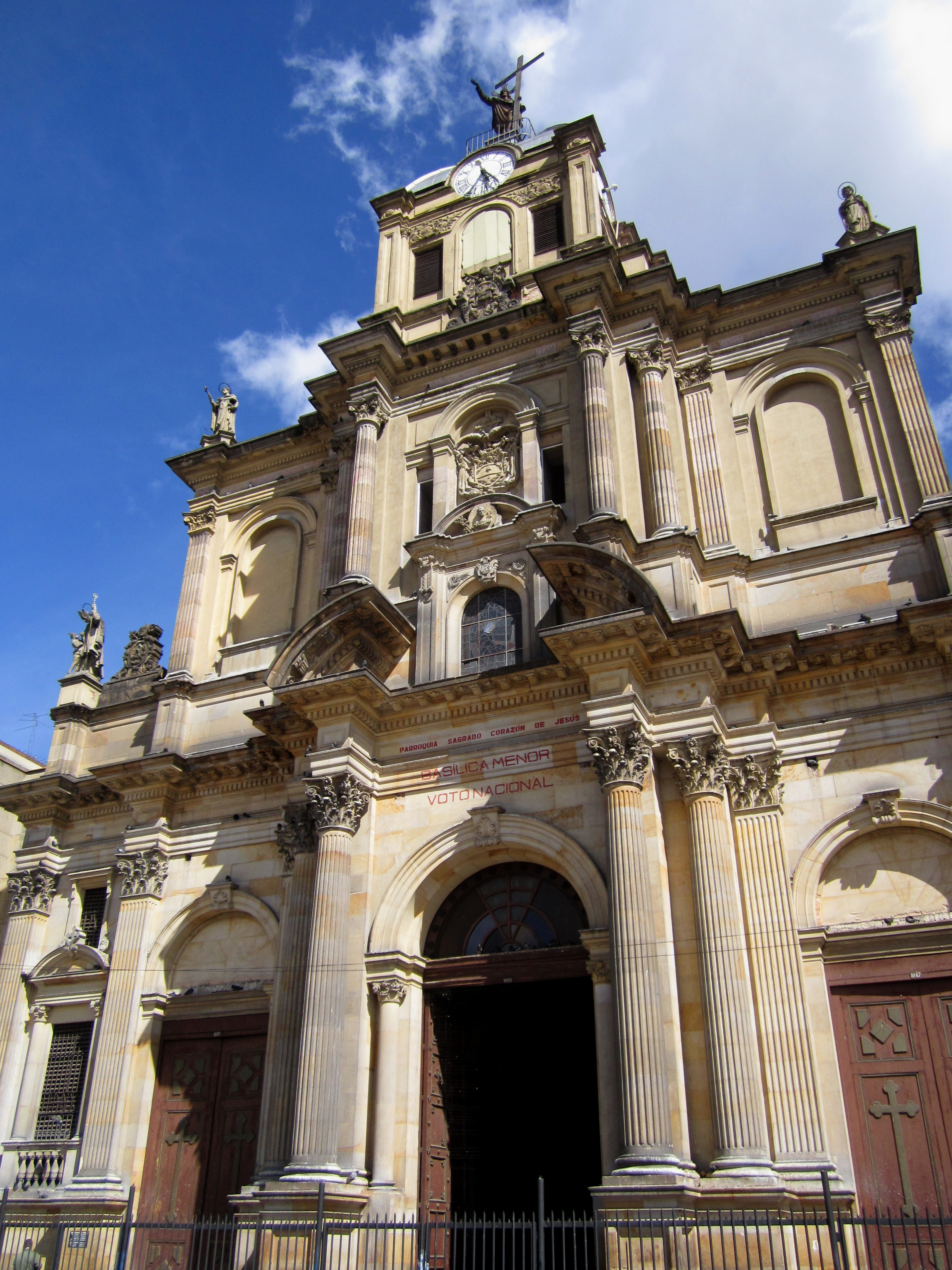
Basílica em Los Mártires.

Los Mártires é uma localidade da cidade de Bogotá..